# Jihouralská státní univerzita
Jihouralská státní univerzita (Южно-Уральский государственный университет, ЮУрГУ) byla založena v roce 1943 jako Čeljabinská mechanicko-strojní instituce. V roce 1951 byla přejmenována na Čeljabinskou polytechnickou instituci a v roce 1990 na Čeljabinskou státní technickou univerzitu. Od roku 1997 se nazývá Jihouralská státní univerzita.

## Současnost
Dnes je JUSU v první desítce mezi 86 klasickými univerzitami v Rusku v hodnocení Ministerstva vzdělání a vědy Ruské Federace. Dále vede v hodnocení dobročinného fondu V. Potanina mezi vysokými školami v Rusku.

Každý rok opustí zdi univerzity více než osm tisíc absolventů. Za 64 let vystudovalo přes 160 tisíc specialistů s vyšším vzděláním, 45 tisíc důstojníků, 2400 kandidátů a 440 doktorů věd. V roce 2006, na tradiční slavnostní ceremonii, byl udělen diplom 150-tisícímu absolventu.

V profesorsko-učitelském sboru JUSU je přes 360 profesorů a 1300 docentů. V univerzitě pracuje pět akademiků a osm členů-korespondentů Ruské akademie věd, dva akademici a čtyři členové-korespondenti z jiných státních akademií. Dále zde pracuje více než 160 akademiků z různých společností a zahraničních akademií. 162 lektorů má čestné státní uznání.

## Fakulty
Univerzita je složena z celkem 36 fakult, včetně fakulty určené pro vojenské studium a předvysokoškolskou přípravu. Z toho 2 fakulty jsou určené pro rekvalifikaci a zvýšení kvalifikace specialistů s vyšším vzděláním a také institut pro dodatečné vzdělávání. V Uralské oblasti se nachází dalších 13 poboček JUSU.

### Seznam některých fakult
- Fakulta aero-kosmická
- Fakulta architektury
- Fakulta ekonomická
- Fakulta fyziky
- Fakulta geologie (v městě Miass)
- Fakulta historie
- Fakulta chemickotechnologická
- Fakulta lingvistiky
- Fakulta mechaniko-matematická
  - Katedra systémového programování
- Fakulta mechaniko-technologická
- Fakulta mezinárodních vztahů
- Fakulta práv a financí
- Fakulta právnická
- Fakulta stavební
- Fakulta strojní

## Sport a volný čas
Sportovní komplex JUSU obsahuje lehkoatletickou halu, jeden z největších bazénů v Rusku (50m s 10 dráhami) a zimní stadion. Na břehu jezera Velký Sunukul se nachází centrum relaxace «Nauka», sportovně-ozdravovací tábor «Olimp» a dětský ozdravovací tábor «Běrezka». Relaxaci studentů a zaměstnanců organizuje turistická společnost «Interklub».